# Browallia
Browallia és un petit gènere de set espècies de plantes amb flors (la majoria anuals encara que ocasionalment arbustos o efemeròfits) que pertany a la família de les solanàcies. Porta el nom de Johannes Browallius (1707–1755), també conegut com Johan Browall, un botànic, metge i bisbe suec. El gènere està estretament relacionat amb el gènere monotípic Streptosolen, la única espècie del qual es va publicar inicialment amb el nom de Browallia jamesonii.
Browallia espècies es troben des del sud de Arizona, al nord, cap al sud a través de Mèxic, Amèrica Central i les Antilles a andine Amèrica de Sud, arribant fins al sud de Bolívia.

## Espècie
"S'han proposat almenys 17 binomis, a nivell específic, per a aquest gènere difícil; Sens dubte, un tractament sonor crític és molt necessari per aclarir la seva obscura taxonomia' - Armando Hunziker (2001)
- Browallia abreviata Benth.
- Browallia acutiloba AS Alva & OD Carranza
- Browallia americana L. - No m'oblidis jamaicà
- Browallia dilloniana Limo, K. Lezama & S. Leiva
- Browallia eludens RKVanDevender i PDJenkins - Arizona/yellow bush-violet
- Browallia mirabilis S. Leiva
- Browallia speciosa Hook. - Flor d'ametista o violeta arbustiva[3]

## Ús en la medicina popular colombiana
Els habitants del poble inga de Mocoa al Departament de Putumayo (Colòmbia) masteguen les fulles de Browallia speciosa fins a una polpa i empaqueten el material resultant al voltant dels molars amb càries per alleujar el dolor de queixal.